# Philippe Nys
Philippe Nys est un philosophe, né en 1947 à Tournai, en Belgique.

## Carrière
Littéraire et philosophe de formation, Philippe Nys poursuit, depuis plusieurs années, des enseignements ainsi que des recherches – historiques, esthétiques et théoriques – spécifiquement dirigées vers la question des paysages, les lieux de l’habiter, les « arts du lieu ».
Plutôt que « arts in situ » ou « arts plastiques », l’expression « arts du lieu » permet d’envisager, dans un même horizon, au moyen d’une pensée critique et sans viser une quelconque unité mythique, des domaines de l’homme habituellement pensés et agis de manière séparée : arts et techniques, réflexion épistémologique sur les différents domaines des sciences de l’homme et des sociétés directement liés à des pratiques spécifiques qui ont acquis leur autonomie mais aussi, parfois, une trop grande spécialisation ou technicité (architecture, art des jardins, urbanisme, art public, arts in situ, aménagement du territoire) -, théories esthétiques, pratiques artistiques (sculpture, landart, art public, installations), question de l’image…
Les « arts du lieu » et les espaces qui en résultent se situent en effet, aujourd’hui, très exactement aux points d’articulations entre savoirs théoriques et pratiques effectives de terrain, entre des savoir-faire, multiples, de l’agriculture à l’esthétique en passant par le champ des sciences humaines ou les installations plastiques.
Les compétences acquises au fur et à mesure de son parcours professionnel et intellectuel concernent les organismes, institutions et professionnels rencontrées ou sollicitées : missions d’expert et de jury liées à des initiatives publiques (centre du paysage de la Lavoûte-Chilhac ou de Saint Benoît, étude le parc paysager de Méréville) ou au sein du Conseil de l’Europe (concours paysage et patrimoine), jury international pour l’Ifla en 2008, etc. Il a mené des projets et des concours en lien avec des agences de paysage ainsi que des études et des rencontres dans le cadre du réseau européen des Centres culturels de rencontre (ACCR), des réponses à des appels d’offres émanant de divers ministères (étude commandée par le ministère de la Culture sur l’éducation à l’architecture dans six pays européens).
Ces domaines font l’objet de divers enseignements, théoriques et généalogiques, dans le cadre de l’université (Paris 8) dans l’UFR Arts, au département d’arts plastiques, des écoles du paysage comme l’ENSP de Versailles et des écoles d’architecture (Belleville). Ils sont aussi l’objet de recherches, personnelles et collectives, menées et présentées dans le cadre du Collège international de philosophie à Paris (1990-1998), au titre de conférencier extérieur à l’École des hautes études en sciences sociales (1997-1999) et comme chercheur invité au Japon (2000 et 2001) à l’université de Kyoto comme professeur à la Graduate School of Environmental and Human Studies puis à Tokyo, à l’université Meiji, dans un département de théorie de l’architecture. Ces recherches se concrétisent aujourd’hui notamment dans le cadre de l’équipe « Architecture Milieu Paysage » de l’École d’architecture de Paris-La Villette et dans l’équipe Aiac de l’université de Paris-8 et font l’objet de diverses publications, dans des revues et volumes collectifs en France, Italie, Espagne, Japon.
Philippe Nys est directeur de programme au Collège international de philosophie (CIPh, Paris) de 1992 à 1998, dont il est membre. Maître de conférences à l'université Paris-VIII (département d'arts plastiques), il intervient également régulièrement dans les écoles d’architecture (Belleville, Lille) et à l’École nationale supérieure du paysage de Versailles. Membre de l’équipe de recherche AMP (Architecture Milieu Paysage) de l’École nationale supérieure d'architecture de Paris-La Villette, il a été professeur invité au Japon, à l'université de Tokyo (Tōdai), à l'université de Kyoto (2000) et à l'université Meiji (Tokyo, 2001) dans des départements de théorie de l’architecture, des jardins et du paysage.

## Objets d'étude
Herméneutique, poétique et théorie de la conception d'espace.
Ses recherches développent une herméneutique des « arts du lieu » d’un point de vue philosophique, esthétique et poïétique. Il a publié un premier ouvrage théorique centré sur l’art des jardins, Le jardin exploré, une herméneutique du lieu, volume I, Éditions de l’Imprimeur, collection Jardins et paysages (1999), un deuxième volume, en voie d’achèvement, envisagera les fondements cosmo-plastiques des arts du lieu.